# Smědčice
Smědčice (en allemand : Smetschitz) est une commune du district de Rokycany, dans la région de Plzeň, en République tchèque. Sa population s'élevait à 308 habitants en 2022.

## Géographie
Smědčice se trouve à 9 km au nord-ouest de Rokycany, à 13 km au nord-est de Plzeň et à 74 km à l'ouest-sud-ouest de Prague.
La commune est limitée par Nadryby au nord, par Bušovice à l'est, par Dýšina au sud et par Chrást à l'ouest.

## Histoire
La première mention écrite du village date de 1243.

## Galerie

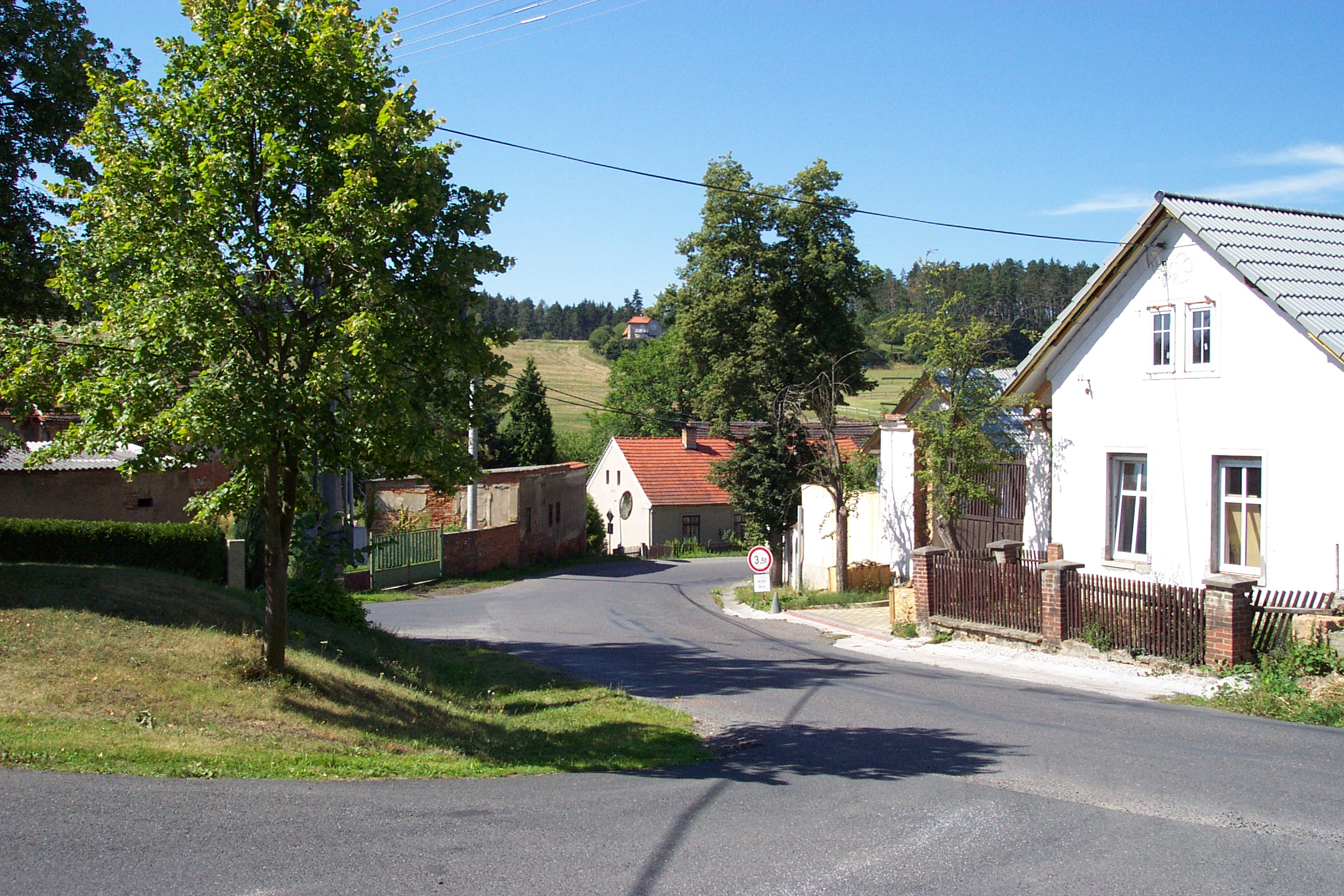
Une rue de Smědčice.
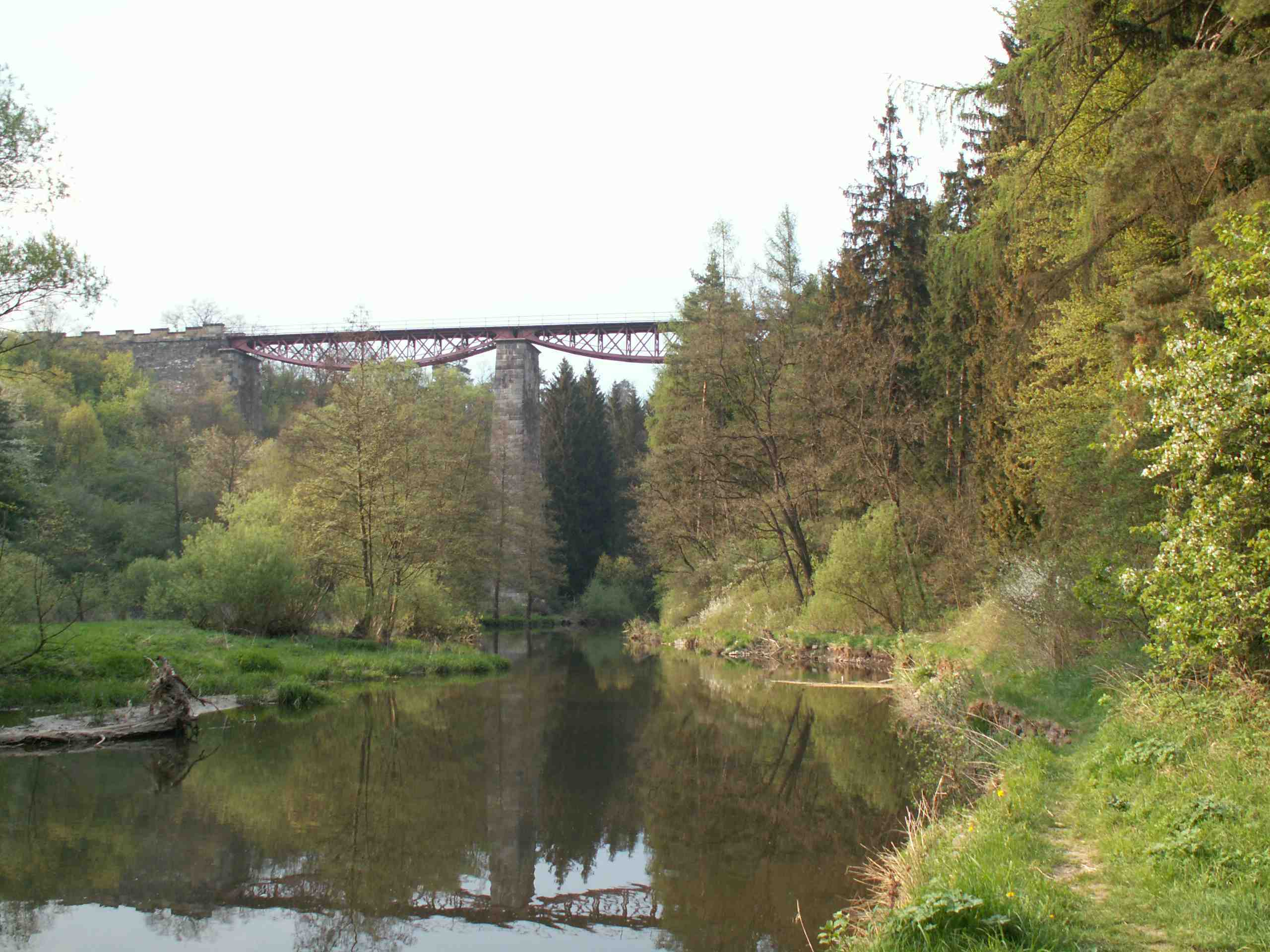
Pont ferroviaire (1863).

## Transports
Par la route, Smědčice se trouve à 11 km de Rokycany, à 13 km de Plzeň et à 87 km de Prague.
Smědčice possède un pont ferroviaire sur la rivière Klabava, construit sen 1863 sur la ligne Chrást – Radnice.